# アレクサンドロス (トレビゾンド皇帝)
アレクサンドロス・メガス・コムネノス (ギリシア語: Ἀλέξανδρος Μέγας Κομνηνός; 1405年ごろ – 1459年ごろ)、 スカンタリオス (ギリシア語: Σκαντάριος)は、トレビゾンド帝国の共同皇帝（在位: 1451年ごろ - 1459年ごろ）。兄のヨハネス4世メガス・コムネノス（在位: 1429年 - 1460年）の治世中に即位し共同統治をおこなった。皇帝アレクシオス4世メガス・コムネノス (在位: 1417年 - 1429年)の次男で、1426年ごろに兄ヨハネス（4世）がアレクシオス4世に反乱を起こし失敗した後に一時期帝位継承者となった。しかし1429年にヨハネスが帰国して帝位を簒奪、父であるアレクシオス4世を殺害するに至り、アレクサンドロスは入れ替わりに亡命を余儀なくされた。
亡命中は姉妹のマリアがビザンツ皇帝ヨハネス8世パレオロゴスに嫁いでいる伝手を頼ってコンスタンティノープルに身を寄せた。トレビゾンドへ帰ってヨハネス4世を打倒すべくビザンツ帝国やジェノヴァ共和国の支援を得ようと活動するも、成果は上がらなかった。1437年後半にレスボス島の君主ドリーノ1世ガッティルシオの娘マリア・ガッティルシオと結婚した。これも兄と戦うための味方集めの一環であった。しかしその後、何らかの機にアレクサンドロスとヨハネス4世の兄弟は和解し、アレクサンドロスは1450年代初頭までにトレビゾンドへ帰国を果たした。これはおそらく、男子がないヨハネス4世が他の弟で信用ならないダヴィド・メガス・コムネノスを後継者にすることを嫌い、それよりもアレクサンドロスをその地位につけようとしたためだと考えられている。
アレクサンドロスは1451年ごろにヨハネス4世と並ぶ共同皇帝となった。アレクサンドロスはヨハネス4世に先立ち1459年ごろに没した。まもなくヨハネス4世も男子ができないまま死去し、アレクサンドロスの幼い子アレクシオス5世が1460年に帝位を継いだが、すぐさま廃位されてダヴィドに帝位が渡ることとなった。

## 生涯

### 第二皇子として
アレクサンドロスは1405年ごろ、トレビゾンド皇帝アレクシオス4世メガス・コムネノスの次男として生まれた。男子は兄ヨハネスと弟ダヴィドがいる三人兄弟であり、他に少なくとも3人の姉妹がいた。その一人はマリアで、後にビザンツ皇帝ヨハネス8世パレオロゴス (在位: 1425年 – 1448年)に嫁いだ。同時代の歴史家ラオニコス・ハルココンディリスによれば、アレクサンドロスにはスカンタリオスという別称があった。これはトルコ語起源の名のようであり、おそらくはイスケンデル、すなわち「アレクサンドロス」のトルコ語形の名に由来するものである。19世紀スコットランドの歴史家ジョージ・フィンレーは、アレクサンドロスが同時代人からスカンタリオスと呼ばれていたということが、当時のトレビゾンドにおけるギリシア語方言がトルコ語の影響を受けた証左であろうと述べている。 それ以降の歴史家、例えばMichel Kuršanskisの文献やProsopographisches Lexikon der Palaiologenzeitなど一部では、「アレクサンドロス」と呼ぶより「スカンタリオス」を優先して使う向きも見られる。
アレクシオス4世は当初、長男のヨハネスを後継者としており、共同皇帝にして皇帝権力を分担していた可能性もある。しかしヨハネスは父を弱い君主と見なして次第に帝位への野心を膨らませ、父子の関係は険悪化していった。1426年ごろにヨハネスが母（アレクシオス4世の皇后）テオドラ・カンタクゼネと財務長官の間の不貞を暴いたことで、宮廷内の対立が爆発した。ヨハネスは財務長官を自らの手で殺害した後、クーデターを起こして両親を宮廷内のそれぞれの自室に監禁した。しかしヨハネスが両親までも殺そうとしていることを危惧したトレビゾンド貴族たちが、ヨハネスはアレクシオス4世より酷い君主になるだろうといって民衆を扇動した。ヨハネスは両親を解放してトレビゾンドから逃げ出さざるを得なくなり、グルジアへ亡命した。当時のグルジア王アレクサンドレ1世 (在位: 1412年 - 1442年)は、ヨハネスの舅であった。ヨハネスの反乱が失敗に終わった後、アレクシオス4世は次の子であるアレクサンドロスを新たに後継者としたようであり、彼を共同皇帝とした可能性もある。
ヨハネスは亡命生活の中でトレビゾンドへ逆襲する手立てを練った。グルジアからクリミアへ赴き、ここに権益を持つジェノヴァ共和国の助けを借りて遠征軍を組織しようとしたのである。一方のアレクシオス4世も、帝国を守るため同盟相手を探した。彼はテオドロ侯国の君主アレクシオスの娘マリアをアレクサンドロスかダヴィドのどちらかの妻に迎えようと考証していたようである。しかし1429年前半、 アレクシオス4世の外交努力が実を結ばないうちに、ヨハネスがジェノヴァの援軍とともにコルディレ（現トラブゾン県アクチャカレ付近）の港に上陸してきた。アレクシオス4世はヨハネスを迎え撃つためトレビゾンドから出撃したが、一部の貴族がヨハネス陣営に寝返った。その結果1429年4月26日、アレクシオス4世は夜中に自身の天幕の中で暗殺され、ヨハネス（4世）が皇帝に即位した。アレクシオス4世の殺害とヨハネス4世の即位を受けて、アレクサンドロスは亡命し、姉妹のマリアがいるコンスタンティノープルへ逃れた。

### 亡命生活
コンスタンティノープルに身を寄せたアレクサンドロスが次に史料上に登場したのは、8年後の1437年11月のことである。その記録はカスティーリャの駐コンスタンティノープル大使で旅行家でもあるペドロ・タフルによるもので、アレクサンドロスと会った彼は、最近アレクサンドロスがレスボス島の君主ドリーノ1世ガッティルシオをヨハネス4世に対抗するための味方に引き入れ、その娘マリア・ガッティルシオと結婚したということを伝えている。それから間もなく、タフルはトレビゾンドへ赴き、ヨハネス4世にも謁見した。ヨハネス4世はタフルに弟アレクサンドロスにまつわる様々な噂、すなわちアレクサンドロスがドリーノ1世の娘と結婚した、ビザンツ皇帝ヨハネス8世パレオロゴスがアレクサンドロスに口説かれ味方に付いた、ジェノヴァがトレビゾンドを攻撃するため一艦隊をアレクサンドロスに託した、などといった話が真実なのかどうかを問いただした。タフルがすべて真実だと答えると（おそらく実際には事実でない話も含まれており、タフルはあえて嘘をついた）、ヨハネス4世は衝撃を受けつつも「余は己の身の守り方を知っている」と答えたという。この後、ヨハネス4世がオスマン帝国と同盟を締結したと記して、タフルはこの件の記述を締めくくっている。
1438年3月、タフルはドリーノ1世の所領ミティリーニでアレクサンドロスと再会した。アレクサンドロスは妻とともにこの地で暮らしており、ヨハネス4世から帝位を奪うための遠征の準備を進めていた。タフルはアレクサンドロスに、ヨハネス4世がオスマン帝国と手を結んだことを伝え、戦争に訴えるのは下策であると助言した。また同時期、トレビゾンドとの交易開拓をもくろんでいたジェノヴァが、ドリーノ1世にアレクサンドロスとヨハネス4世の間の関係を修復させるよう働きかけていた。結局アレクサンドロスの遠征計画は失敗に終わり、彼は再び史料上から姿を消した。1439年12月にビザンツ皇后マリアが死去したことで、アレクサンドロスのコンスタンティノープルにおける影響力も消え去ったと考えられる。

### トレビゾンド共同皇帝
次にアレクサンドロスが史料上に現れるのは1451年の事である。このころヨハネス4世とジェノヴァの関係が悪化し、ダヴィドが対ジェノヴァ海上遠征に差し向けられていた。奇妙なことに、アレクサンドロスはこの時点で妻マリアや息子アレクシオスとともにトレビゾンドで暮らしていた。フランスの歴史家Michel Kuršanskisはこの状況について、子が無くダヴィドも信用できなかったヨハネス4世が、アレクサンドロスと和解して彼を呼び戻した、と解釈するのが最も妥当であろうと述べている。また同時代のハルココンディリスがアレクサンドロスを皇帝として記録している点について、Kuršanskisはアレクサンドロスが共同皇帝となりヨハネス4世の世継ぎに指名されたのだと考えている。
アレクサンドロスはトレビゾンドで死去した。死没時期は不明で、少なくともオスマン帝国によるトレビゾンド帝国の滅亡以前に亡くなっていたことは確かである。アレクサンドロスがヨハネス4世の跡を継いでおらず、またヨハネス4世の死後に彼の存在が言及されている例もないため、アレクサンドロスは1459年ごろに亡くなったと推測できる。また彼の死後、幼い息子アレクシオスがヨハネス4世の後継者に任命された。ヨハネス4世が死去した後、アレクサンドロスの子アレクシオス（5世）はごく短期間帝位に就いたが、ほとんど即座にダヴィドに帝位を奪われた。帝国の滅亡後、アレクサンドロスの未亡人マリアは捕らえられ、オスマン帝国のスルタンであるメフメト2世のハレムに入れられた。アレクシオス5世は当初は助命されたものの、1463年11月1日にダヴィドやその子たちとともに処刑された。